# H.B. Human Bomb - Maternelle en otage
Pour les articles homonymes, voir Human Bomb.
H.B. Human Bomb - Maternelle en otage est un téléfilm français réalisé par Patrick Poubel, diffusé pour la première fois en 2007. C'est un docu-fiction sur la prise d'otages de la maternelle de Neuilly en 1993, qui mélange images d'archives de l'événement, séquences de reconstitution tournées avec des comédiens et témoignages.

## Synopsis
Le 13 mai 1993, un homme cagoulé et armé d'explosifs s'introduit dans l'école maternelle Commandant-Charcot à Neuilly-sur-Seine. Il prend en otage une classe de 21 enfants et son institutrice et réclame 100 millions de francs. 
Il relâche progressivement des enfants, n'en détenant plus à la fin de la prise d'otages que six, après des négociations menées par le Raid et où interviennent le maire de Neuilly, alors ministre du Budget, Nicolas Sarkozy, et le ministre de l'Intérieur, Charles Pasqua.
Après 46 heures, l'homme, qui se fait appeler H.B. (pour Human Bomb, saura-t-on plus tard), s'endort, et les derniers enfants sont évacués de la salle de classe, sous la surveillance des hommes du Raid. Le preneur d'otages est abattu.

## Fiche technique
- Titre : H.B. Human Bomb - Maternelle en otage
- Réalisation : Patrick Poubel
- Scénario : Jérôme Dassier
- Pays d'origine :  France
- Langue originale : français
- Format : couleurs
- Genre : drame, docu-fiction
- Durée : 95 minutes
- Première diffusion : 25 septembre 2007 sur France 2

## Distribution
- Jean-Chrétien Sibertin-Blanc : H.B.
- Maud Forget : l'institutrice Laurence Dreyfus
- Éliza Maillot : le médecin du SAMU Catherine Ferracci
- Sophie Langevin : le médecin-pompier Evelyne Lambert
- Frédéric Quiring : Nicolas Sarkozy

## Autour du film
- Le film assemble des enregistrements faits par le Raid lors de la prise d'otages, des extraits des journaux télévisés de l'époque du drame, des scènes reconstituées tournées avec des acteurs, et des témoignages filmés de parents d'enfants pris en otages, de policiers, de médecins, de la directrice de l'école, du procureur de la République Pierre Lyon-Caen et de Charles Pasqua.
- Nicolas Sarkozy est pour la première fois représenté dans un film, son rôle étant interprété par le comédien Frédéric Quiring.